# 日産・パオ
パオ（PAO）は、日産自動車が1989年に発売した小型乗用車である。
Be-1（1987年）に次ぐ、同社のK10型マーチをベースとしたパイクカーシリーズの第2弾で、高田工業および愛知機械工業永徳工場で製造された。

## 概要

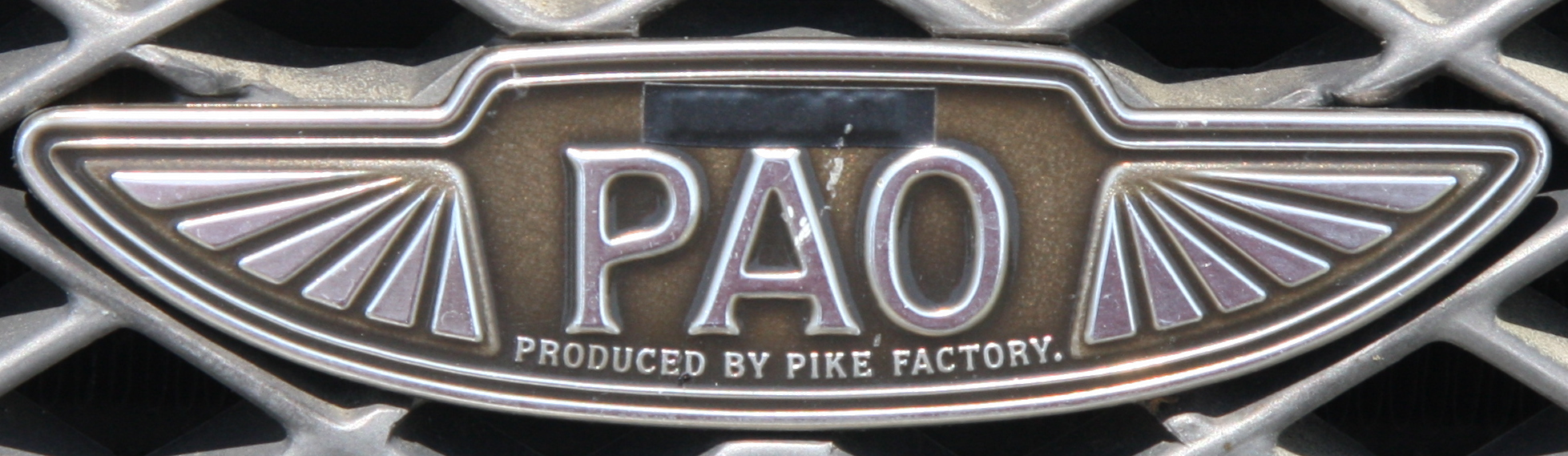
フロントグリル中央部分にあるロゴマークを撮影。

「リゾート気分を感じさせるアドベンチャー感覚溢れるクルマ」をテーマに開発された。企画に際して、アパレル企画会社のウォータースタジオ（現：ウォーターデザイン）に協力を依頼した。コンセプターの坂井直樹はデザインについて、「バナナ・リパブリックという服飾ブランドのコンセプトである『旅行やサファリの冒険気分を味わえる服』を、そのままクルマのデザインやコンセプトに置き換えてみようというものだった」と語っている。
1987年（昭和62年）1月に発売されたパイクカー第1弾「Be-1」は、予想以上の人気によって当初の限定生産台数分を発売後約2ヶ月で完売した。それに対してパオでは、受注期間を3ヶ月（同年4月14日まで）とし、その間に予約された全台数を販売するという販売方法を採用した。その結果、Be-1を上回る51,657台の受注を得、納期は最長で1年半に達した（総生産台数は31,321台）。そのためBe-1・パオ・エスカルゴ・フィガロのパイクカー4姉妹の中では最も台数が多い。ちなみに受注台数の8割は、AT車である。

## ボディ
外観は、上下2分割・フリップアウト式リアクオーターウインドウ、ガラスハッチとドロップゲートを組み合わせた上下開きのバックドア、開閉式の三角窓、外ヒンジのドア類、ルーフ上のファッションレール、鉄パイプ製バンパーなど、シトロエン・2CVやルノー・4を髣髴とさせる、全体的にレトロなスタイリングであった。デザイナーはフロントドアのヒンジも露出させる方針であったが、安全性を優先して半分を隠す処理とした。車体色も、アクアグレー（画像参照）、オリーブグレー、アイボリー、テラコッタという四色のアーシィーカラー （Earthy color） と呼ばれる天然素材を思わせるやさしい色味が設定され、全色フッ素樹脂塗装が採用されている。
ノスタルジックな見た目に反し、ボディー外板には新素材や新工法がふんだんに投入されている。フロントフェンダーとフロントエプロンに熱可塑性樹脂（射出成形、ポリフェニリンオキシドとナイロン6による非結晶型ポリマーアロイ）の「フレックスパネル」が用いられており、エンジンフードには SMC樹脂（Sheet Moulding Compound、ガラス繊維を含む不飽和ポリエステルのシートを加熱反応硬化させて製品にする成形法）を採用した。
補強リブも1枚構造の樹脂フードを使用、軽量化を図り、鋼板では、耐腐食性を向上させたデュラスチール（亜鉛ニッケル合金メッキの片面処理鋼板）をサイドシル、リアホイールハウスの外板へ、新デュラスチール（亜鉛ニッケル合金メッキの両面処理鋼板）をドア、バックドア、リアエプロンの外板に、そのほか高張力鋼板を適所に採用することで、防錆性能、強度、剛性の向上と、軽量化を図った。特に防錆処理には力が入れられており、袋部分（閉断面部）に防錆シーラント、防錆ワックスの適所注入や、製造工程でもエッジ錆を避け、塗料の付着性を高める目的で、鋼板パネル端末部のバリ突出量を抑える様にしている。
走行実験では、基本的な操縦安定性の確保のほかに、前作のBe-1やフィガロとは違い、ロールセンターが高く、平行ロールに近い（駕籠のような感覚）フランス製大衆車的な乗り心地に設定されている。また、Be-1と違ってパワーステアリングを標準装備とし、操縦性を向上させている。

## 内装

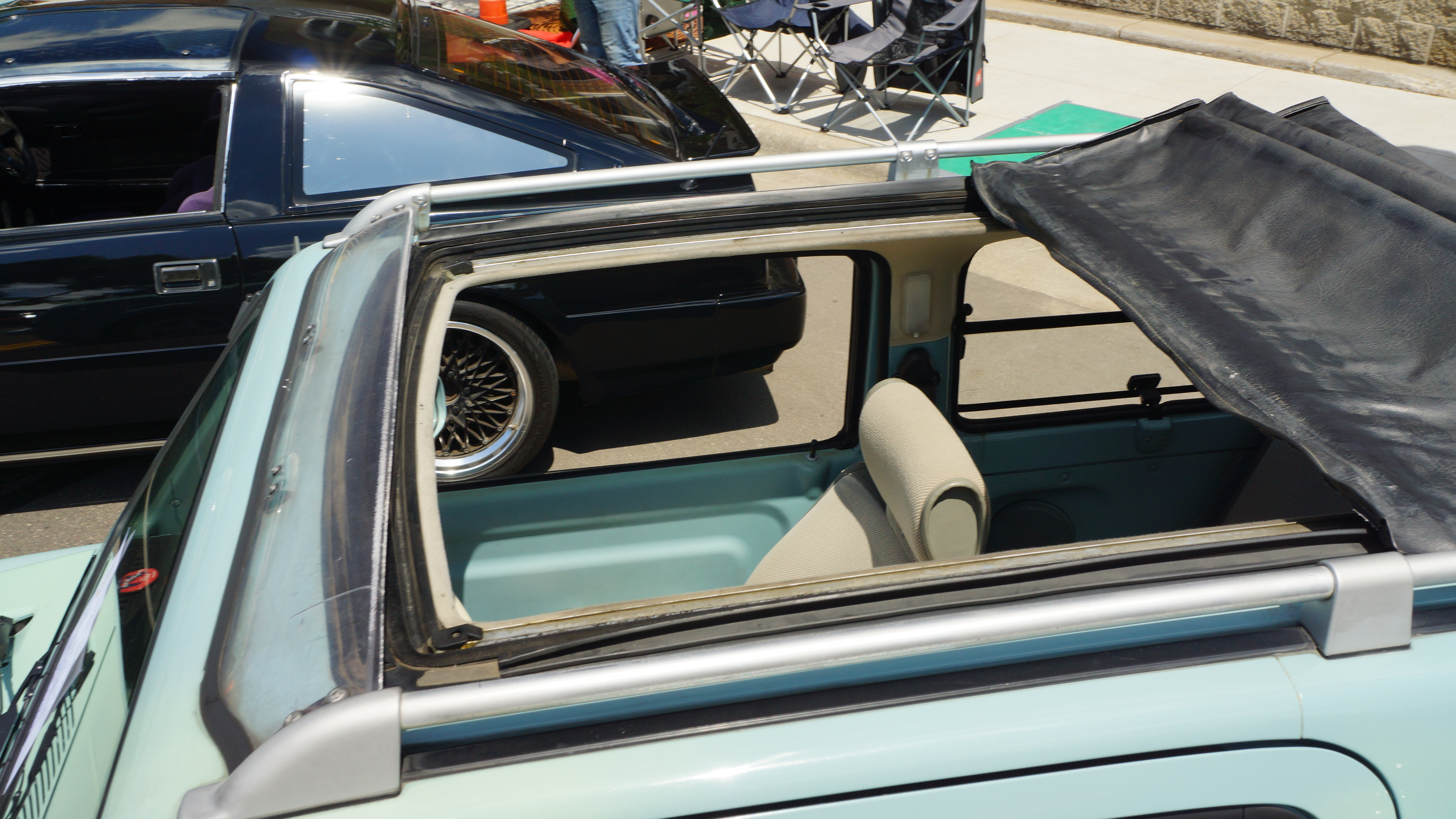
キャンバストップ・オープン状態

内装は、K10型マーチの「コレット」で初めて採用し、好評であった麻布の風合いを持ったシート表皮で外観との統一感を持たせてある。平坦なインストルメントパネルはスチール製で、一眼丸型メーターを装着。ステアリングは直線2本スポークとなっている。
基本的にはエアコン、ステレオなどはメーカーオプションであったが、ステレオには専用の2DINコンソールが必要で、カセットチューナー以外に当時このクラスでは珍しいCDチューナーもあり両方とも真空管ラジオ的なデザインにし、パイクカーのイメージに合わせていた。

## 年表
- 1987年（昭和62年） - 第27回東京モーターショーで発表[10][11][12]。
- 1988年（昭和63年） - 高田工業において委託生産が開始される[13]。
- 1989年（平成元年）1月15日 - エスカルゴと同時に、期間限定車として発売[3]。
- 1989年（平成元年）2月3日 - 増産を決定し、発売後一年半以内の納車を目指すことを表明した。これに伴い、愛知機械工業への生産委託が決定した[14]。
- 1989年（平成元年）4月14日 - 予約申し込みを締め切る[2]。
- 1989年（平成元年）5月 - 愛知機械工業での生産を開始[2]。
- 1989年（平成元年）12月[15] - 生産終了[出典無効]。在庫対応分のみの販売となる。
- 1991年（平成3年）2月[16] - 在庫対応分がすべて完売し、販売終了。

## 車名の由来
中国語の「包（パオ）」から由来し、モンゴルの遊牧民のゲル（組立式家屋）を意味する。